# Alena Sabuchová
Alena Sabuchová (* 14. června 1989 Ružomberok) je slovenská spisovatelka a scenáristka.
Vystudovala filmovou a televizní scenáristiku a dramaturgii na Vysoké škole múzických umění v Bratislavě. Literárně debutovala roku 2016 knihou Zadné izby. Roku 2019 vydala svou druhou knihu Šeptuchy, která v roce 2020 získala cenu Anasoft Litera určenou pro autora nejlepší slovenské prozaické knihy. V roce 2021 kniha vyšla v českém překladu Lubomíra Machaly. Byla inspirována regionem Podlesí a místními lidovými léčitelkami, které zde jsou nazývány právě „šeptuchy“.
Jako scenáristka pracovala na televizních seriálech Pravá tvár, Vlci a Nový život.